# Wildia solmsiellacea
Wildia solmsiellacea är en bladmossart som beskrevs av C. Müller och Brotherus 1891. Wildia solmsiellacea ingår i släktet Wildia och familjen Erpodiaceae. Inga underarter finns listade i Catalogue of Life.